# North Wessex Downs
Los North Wessex Downs (Tierras de Colinas Bajas del Norte de Wessex) son un Área de Destacada Belleza Natural (ADBN) localizada en los condados ingleses de Berkshire, Hampshire, Oxfordshire y Wiltshire. La denominación North Wessex Downs no es de carácter tradicional, y la zona es más conocida por varios nombres locales, como Berkshire Downs, North Hampshire Downs, White Horse Hills, Lambourn Downs, Marlborough Downs, Vale of Pewsey y Savernake Forest.

## Topografía
El la zona protegida cubre un área de unos 1730 km² (668 mi²). Tiene forma de herradura, con el extremo abierto hacia el este, rodeando el pueblo de Newbury y la cabecera del río Kennet. El brazo norte llega tan al este como los suburbios de Reading en el centro de Berkshire y tan al norte como Didcot en South Oxfordshire, mientras que el brazo sur se extiende hasta Basingstoke en el norte de Hampshire. Hacia el oeste, llega hasta Calne y Devizes. Los puntos más altos son la cumbre de 297 m (974 pies) de Walbury Hill, situada al sureste de Hungerford en Berkshire Occidental (y el punto más alto en el sur de Inglaterra al este de Mendip Hills), y la meseta de Milk Hill-Tan Hill situada al noreste de Devizes en el centro de Wiltshire, a 295 m (968 ft) sobre el nivel del mar.

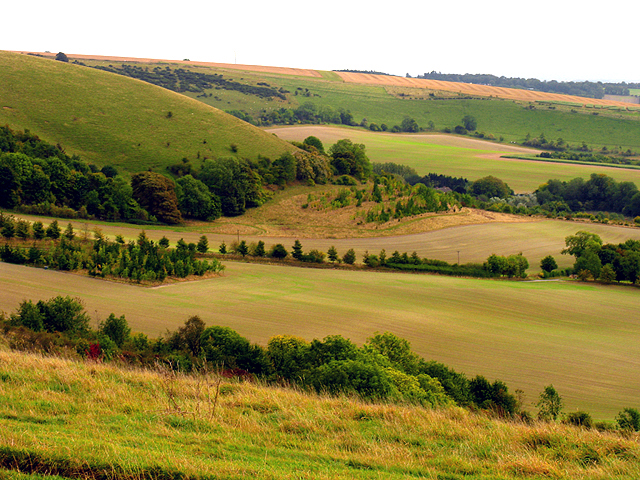
Ladera suroeste de la colina de Walbury

En su extremo noreste, se localiza la zona de interés biológico de Lardon Chase, junto al desnivel de Goring hacia Chiltern Hills al otro lado del río Támesis. Desde aquí, girando en sentido contrario a las agujas del reloj alrededor de la herradura, Berkshire Downs contiene un escarpe empinado que mira al norte sobre el Vale of White Horse y una dorsal más suave que mira al sur hacia el valle de Kennet. Esta área incluye el pueblo de Lambourn (con numerosas cuadras de caballos de carreras), también conocido como Lambourn Downs. Más allá de la ciudad de Marlborough, las colinas (conocidas contemporáneamente como Marlborough Downs) se extienden en un semicírculo hacia el sur alrededor de la cabecera del río Kennet, con el valle de Pewsey atravesando estas colinas que forman el nacimiento del río Avon de Hampshire. Aquí también se encuentra la zona boscosa del bosque de Savernake. Finalmente, el tramo más alto de Downs corre hacia el este formando la frontera entre Berkshire y Hampshire en el lado opuesto del río Kennet desde Berkshire Downs. Nuevamente, la pendiente escarpada está hacia el norte (mirando hacia abajo en el valle de Kennet) y la pendiente más tendida se localiza hacia el sur en dirección a Hampshire.

## Geología e historia natural

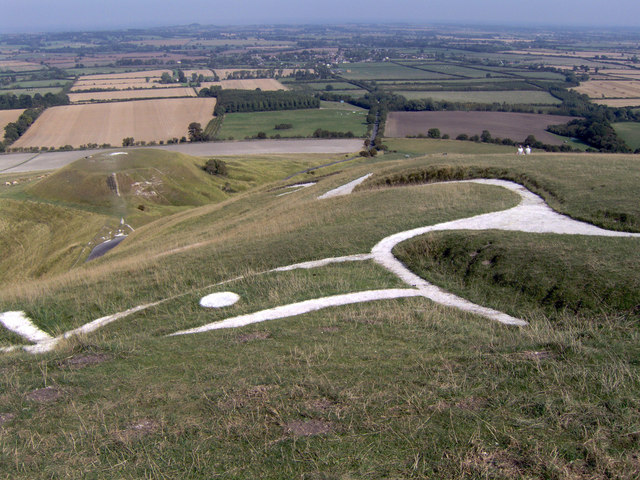
El Caballo Blanco de Uffington y la colina del Dragón

El downland es parte de la formación de creta del sur de Inglaterra, que se extiende desde Dorset en el oeste hasta Kent en el este y también incluye Dorset Downs, South Dorset Downs, Cranborne Chase, Wiltshire Downs, el plano de Salisbury, la isla de Wight, Chiltern Hills y los Downs del Sur y del Norte.
El área es un lugar de interés científico en numerosos campos, y es un hábitat de importancia internacional por la floración temprana de las gencianas. Geológicamente, sus afloramientos de creta, valles secos y sarsen son dignos de mención, el último en el área alrededor de Marlborough proporcionó el material que se encuentra en muchos de los yacimientos neolíticos y de la Edad del Bronce existentes en la zona, como Avebury.

## Economía
La cría de caballos de carreras es una industria importante en el área, en gran parte debido a la buena calidad para la equitación del terreno y de la hierba, de forma que gran parte de las tierras altas se dedican a galopes y a otras actividades de entrenamiento hípico. Varios de los pueblos de las tierras altas, y especialmente el pueblo grande de Lambourn, son el hogar de las principales caballerizas de pura sangres de carreras. Otros pueblos con fuertes conexiones con las carreras de caballos son Beckhampton, Kingsclere y West Ilsley. El término steeplechase se originó en esta área: consiste en una carrera de caballos campo a través entre dos pueblos, en la que los participantes se orientaban gracias a los campanarios de las iglesias (steeples), las únicas referencias visibles cuando se atravesaban las colinas.

## Literatura

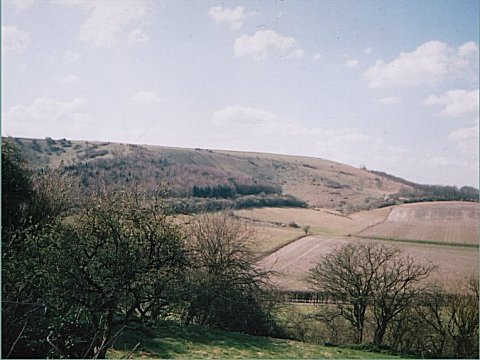
Vista de Watership Down desde el noreste

En el brazo sureste de la zona se localiza Watership Down, donde se sitúa la acción del libro La colina de Watership de Richard Adams, al norte de la pequeña ciudad comercial de Whitchurch (Hampshire).
Partes significativas de la serie de novelas de Jude the Obscure, obra de Thomas Hardy, están ambientadas en y dentro de las aldeas conectadas con los Berkshire Downs.

## Consejo de Socios
El Área de Destacada Belleza Natural fue designada en 1972. Es administrada por un Consejo de Socios cuyos miembros son:
- Autoridades locales: Concejo de Basingstoke y Deane, Concejo del Condado de Hampshire, Concejo del Distrito de Vale of White Horse, Concejo de West Berkshire, Concejo de Wiltshire, Concejo del Condado de Oxfordshire, South Oxfordshire, Concejo de Swindon y el Concejo de Test Valley
- En representación de los intereses de la conservación de la naturaleza: Natural England, el Fideicomiso de la Vida Silvestre de Hampshire y la Isla de Wight y Acción por el río Kennet.
- En representación de los intereses del entorno histórico: el Consejo para la Arqueología Británica y English Heritage
- En representación de los intereses de la agricultura y el comercio rural: Axis Farming, Country Land y Business Association, la Comisión Forestal, la Oficina del Gobierno para el Sureste, y la Unión Nacional de Granjeros
- En representación de los intereses de las comunidades y parroquias: Conectando comunidades en Berkshire, Amigos de Pang, Valles de Kennet y Lambourn, Consejo Parroquial de la Ciudad de Whitchurch y Ayuntamiento de Hungerford
- En representación de los intereses de la recreación y el turismo rural: Amigos del Ridgeway y la Asociación de Ramblers